# فینال لیگ قهرمانان اقیانوسیه ۲۰۱۸
فینال لیگ قهرمانان اقیانوسیه ۲۰۱۸ بازی نهایی لیگ قهرمانان اقیانوسیه ۲۰۱۸ بود، هفدهمین دوره مسابقات قهرمانی باشگاه‌های اقیانوسیه، مسابقات فوتبال باشگاهی برتر در اقیانوسیه بود که توسط کنفدراسیون فوتبال اقیانوسیه (اواف‌سی) سازماندهی شد و دوازدهمین فصل با نام فعلی لیگ قهرمانان اقیانوسیه بود.
فینال در قالب رفت و برگشت بین تیم ولینگتون نیوزیلند و لائوتوکا فیجی برگزار شد. بازی اول در ۱۳ مه ۲۰۱۸ به میزبانی اوکلند سیتی در پارک دیوید فارینگتون، ولینگتون برگزار شد، در حالی که بازی برگشت به میزبانی لائوتوکا در چرچیل پارک، لائوتوکا در ۲۰ مه ۲۰۱۸ میزبانی شد.
تیم ولینگتون در مجموع ۱۰–۳ برنده شد و برای اولین بار قهرمان لیگ قهرمانان اقیانوسیه شد. به عنوان برنده، تیم ولینگتون حق نمایندگی اواف‌سی در جام باشگاه‌های جهان ۲۰۱۸ را به دست آورد و در مرحله اول شرکت کرد.

## مسابقات

### بازی رفت
| تیم ولینگتون                                                       | ۶–۰   | لائوتوکا |
| ------------------------------------------------------------------ | ----- | -------- |
| - آلن ۱۶' - سینکلیر ۵۷'، ۷۱' - بوین ۶۱' - بارسیا ۶۳' - شریجورز ۸۴' | گزارش |          |

| تیم ولینگتون | لائوتوکا |

### بازی برگشت
| لائوتوکا                     | ۳–۴   | تیم ولینگتون                                                  |
| ---------------------------- | ----- | ------------------------------------------------------------- |
| - توتوری ۵۲'، ۸۴' - شزیل ۸۲' | گزارش | - رادریگای ۱۰' (گل‌به‌خودی) - ایلیچ ۳۲' - آلن ۵۱' - کیلکولی ۸۸' |

| لائوتوکا | تیم ولینگتون |